# Terrestrial Trunked Radio
TETRA (TErrestrial Trunked RAdio) é um sistema de rádio móvel profissional bi-direccional (como os Walkie-talkies), 
O sistema de Rádio Troncalizado Terrestre (Terrestrial Trunked Radio Access - TETRA) é um padrão digital para redes de Rádio Móvel Privado (Private Mobile Radio - PMR) desenvolvido na Europa no início da década de 90. O TETRA por se tratar de uma tecnologia digital, com arquitetura escalável, é de uma elevada eficiência espectral, permite o desenvolvimento de redes com configurações que variam desde pequenas áreas até uma cobertura a nível nacional, ou até mesmo internacional. São especialmente concebidos para serviços oficiais como de socorro, forças de segurança, ambulâncias e bombeiros, serviços de transporte públicos e exército.

## Evoluções do TETRA
O padrão TETRA continuou se desenvolvendo para prover melhorias adicionais requisitadas pelos usuários. Por meio dos Release 1 e Release 2 a ETSI tratou de registrar e padronizar essas evoluções tecnológicas a fim de manter o conceito aberto de implementação do TETRA.
RELEASE 1
O padrão original TETRA, inicialmente previsto pelo ETSI, era conhecido como TETRA (V+D). Devido à necessidade de evolução e aprimoramento, esse padrão passou a ser classificado como TETRA Release 1.
RELEASE 2
TETRA Release 2 com as seguintes modificações: extensão TMO; Codificadores de voz AMR e MELP; TEDS.

## Frequência rádio
Na Europa, a tecnologia TETRA utiliza as seguintes frequências:
| Número | Frequência (MHz) | Frequência (MHz) |
| ------ | ---------------- | ---------------- |
|        | Banda 1          | Banda 2          |
| 1      | 380-383          | 390-393          |
| 2      | 383-385          | 393-395          |

| Número | Frequência (MHz) | Frequência (MHz) |
| ------ | ---------------- | ---------------- |
|        | Banda 1          | Banda 2          |
| 1      | 410-420          | 420-430          |
| 2      | 870-876          | 915-921          |
| 3      | 450-460          | 460-470          |
| 4      | 385-390          | 395-399.9        |